# Danis Goulet
Danis Goulet (* 7. April 1977 in La Ronge) ist eine Cree-Filmemacherin. Die Kanadierin schuf mehrere Kurzfilme, bei denen sie Regie führte und das Drehbuch schrieb, und stellte im Juni 2021 bei den Internationalen Filmfestspielen Berlin ihr Spielfilmdebüt Night Raiders vor.

## Leben
Danis Goulet hat Cree-Wurzeln, wurde in La Ronge in der kanadischen Provinz Saskatchewan geboren und wuchs dort auf. Bis 2009 war sie Artist Director des imagineNATIVE Film + Media Arts Festivals in Toronto. Sie lebt in Toronto und engagiert sich für indigenen Film sowie Videokunst. In ihren Filmen beschäftigt sich Goulet überwiegend mit den Leben und Erfahrungen der indigenen Völker Kanadas. Nach einem Filmworkshop in New York drehte sie ihren ersten Kurzfilm Spin, der 2004 beim Sundance Film Festival gezeigt wurde. Dort lernte sie einen ebenfalls indigenen Filmemacher aus Neuseeland kennen, Taika Waititi, der gerade seinen Schwarz-Weiß-Kurzfilm Two Cars, One Night gedreht hatte.
Goulets Kurzfilm Wapawekka wurde 2011 bei der Berlinale gezeigt. „Wapawekka“ ist das Cree-Wort für „weißer Strand“ und der Name eines abgelegenen Sees im Norden von Saskatchewan, den Wapawekka Lake. Im Film unternehmen der junge Hip-Hop-Musiker Josh und sein Vater eine Fahrt im Kanu. Der Sohn würde lieber etwas anderes unternehmen. Während der gemeinsamen Unternehmung tritt der Generationenkonflikt zwischen dem hippen Jugendlichen und seinem traditionsbewussten Vater zutage.
Ihr Spielfilmdebüt Night Raiders, bei dem Taika Waititi als einer der ausführenden Produzenten fungierte, wurde im Juni 2021 bei den Internationalen Filmfestspielen Berlin in der Sektion Panorama vorgestellt.

## Filmografie
- 2004: Spin (Kurzfilm)
- 2006: Divided by Zero (Kurzfilm)
- 2010: Wapawekka (Kurzfilm)
- 2012: Barefoot (Kurzfilm)
- 2013: Wakening (Kurzfilm, Drehbuch)
- 2021: Night Raiders

## Auszeichnungen
Canadian Screen Award
- 2022: Nominierung als Bester Film (Night Raiders)
- 2022: Nominierung für die Beste Regie (Night Raiders)
- 2022: Auszeichnung für das Beste Drehbuch (Night Raiders)
- 2022: Nominierung für den John Dunning Best First Feature Film Award (Night Raiders)[7][8]

Directors Guild of Canada Award
- 2021: Auszeichnung mit dem Discovery Award (Night Raiders)[9]

Internationale Filmfestspiele Berlin
- 2013: Lobende Erwähnung der internationalen Jury in der Sektion Generation 14+ (Barefoot)

Sundance Film Festival
- 2011: Nominierung für den Short Filmmaking Award (Wapawekka)
- 2014: Nominierung für den Short Film Grand Jury Prize (Wakening)

Toronto International Film Festival
- 2021: Auszeichnung mit Emerging Talent Award (Night Raiders)[10]

Vancouver Film Critics Circle Award
- 2022: Auszeichnung als Beste kanadische Regisseurin (Night Raiders)[11]